# The Himalayan Database

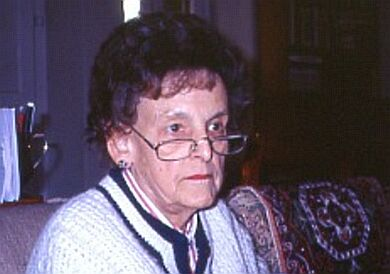
Elizabeth Hawley, femme à l'origine de The Himalyan Database dans les années 60.

L'Himalayan Database est une base de données sur les ascensions réalisées en Himalaya qui contient des informations 1905 à nos jours, et contient toutes les expéditions qui se sont déroulées an Népal depuis 1963. Elle ne couvre donc pas les expéditions réalisées dans le Karakoram, au Pakistan. La base de données recense 455 sommets, plus de 9000 expéditions et 50 000 alpinistes. Issue du travail d'Elizabeth Hawley depuis le début des années 1960, cette base de données, à l'élaboration de laquelle Richard Salisbury a participé (en particulier sa numérisation), a été mise en accès libre en 2017. 

## Utilisations
Les informations contenues dans cette base de données permettent la préparation d'expéditions nouvelles, basées sur les informations topographiques, météorologiques, et physiologiques des expéditions précédentes. Elles permettent également une analyse à postériori des informations rapportées par les expéditions, permettant de mesurer leur exactitude,,. 